# Visnà (torrente)
Il Visnà è un corso d’acqua della Provincia di Treviso, che scorre nel comune di Miane. È un affluente del torrente Campea e quindi subaffluente del Soligo.